# Aristide Cavaillé-Coll
Aristide Cavaillé-Coll (ur. 4 lutego 1811 w Montpellier, zm. 13 października 1899 w Paryżu) – francuski organmistrz, naukowiec i akustyk. Jest uznawany za maître des maîtres (mistrza mistrzów) francuskiego romantycznego budownictwa organowego. Jest jednym z najważniejszych budowniczych organów w historii tego instrumentu.

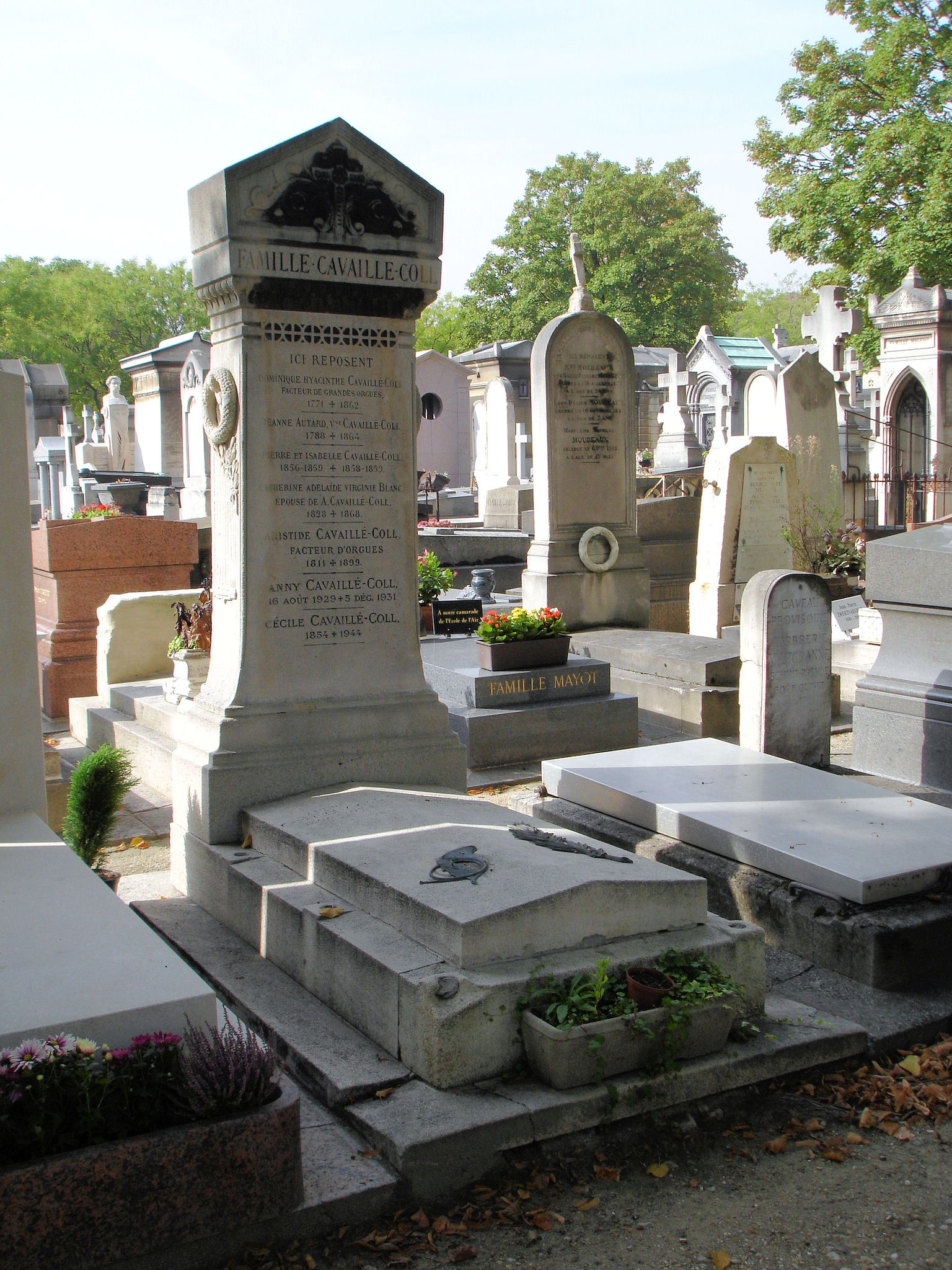
Grób Cavaillé-Colla na cmentarzu Montparnasse w Paryżu

Urodził się w Montpellier, w południowej Francji w rodzinie organmistrzów. Od młodego wieku wykazywał zdolności techniczne i matematyczne, które mu już w młodym wieku przejąć firmę organmistrzowską ojca. Za radą kompozytora Gioacchina Rossiniego w wieku 22 lat udał się do Paryża i niespodziewanie wygrał konkurs na budowę organów w bazylice św. Dionizego w Saint-Denis. W trakcie budowy instrumentu okazało się, że ciężkość nacisku na klawiaturę uniemożliwała grę na instrumencie. W celu rozwiązania tego problemu, jako pierwszy użył dźwigni Barkera, pneumatycznej maszyny ułatwiającej naciskanie klawiszy. Dzięki swoim badaniom opracował nowe rodzaje piszczałek i głosów organowych, np. flûte harmonique. Światową sławę przyniosła mu budowa organów w kościele św. Sulpicjusza w Paryżu i katedrze Notre-Dame.
Bogate brzmienie organów Cavaillé-Colla inspirowało wielu kompozytorów i doprowadziło do rozkwitu francuskiej romantycznej muzyki organowej, dzięki czemu powstały m.in. symfonie organowe Charlesa-Marie Widora i Louisa Vierne’a.

## Życiorys

### Pochodzenie

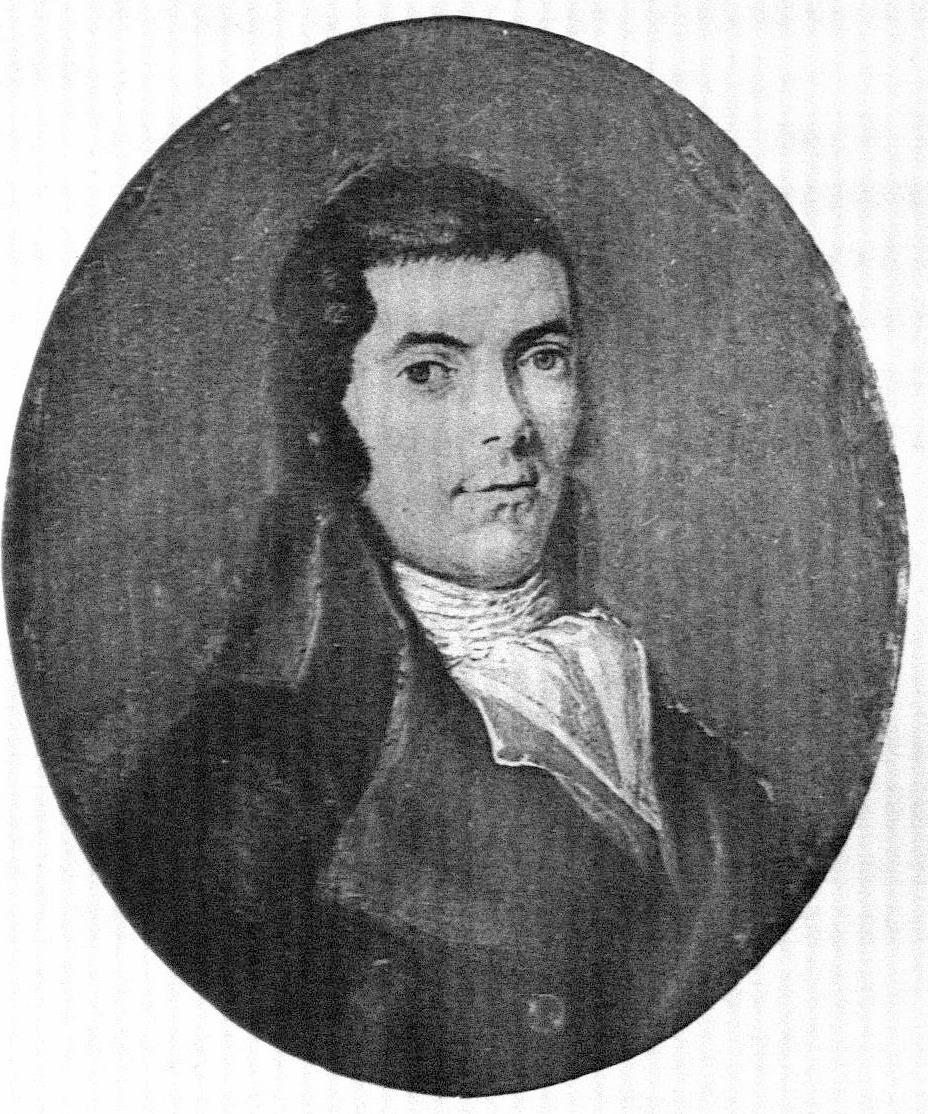
Dominique Cavaillé-Coll, ojciec Aristide’a Cavaillé-Colla

Najstarsi znani przodkowie Cavaillé-Colla byli producentami tkanin w Gaillac, w południowo-zachodniej Francji. Brat jego pradziadka, dominikanin Józef Cavaillé, współtworzył organy w kościele w Tuluzie. Dziadek Aristide’a, Jean-Pierre Cavaillé, nauczył się od dominikanina budowy organów i założył w Hiszpanii własną firmę organmistrzowską. W 1767 roku ożenił się w Barcelonie z Françoise Coll. Cztery lata później urodził im się syn Dominique-Hyacinthe, który zgodnie z hiszpańskim zwyczajem otrzymał podwójne nazwisko Cavaillé-Coll. Syn również nauczył się organmistrzostwa, ale w 1788 roku opuścił rodzinę z powodu konfliktu z matką. Powrócił do Francji po wybuchu rewolucji francuskiej, gdzie rozpoczął karierę oficerską w wojsku francuskim. Z powodu odniesionych ran porzucił ją i powrócił do Hiszpanii, gdzie budował organy aż do powrotu do Francji w 1805 roku.

### Dzieciństwo i młodość

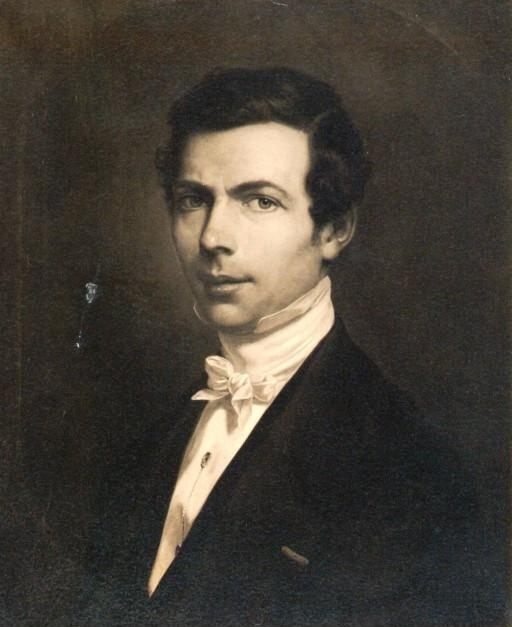
Claude Jules Grenier, Aristide Cavaillé-Coll w wieku 25 lat

Aristide Cavaillé-Coll przyszedł na świat 4 lutego 1811 roku w Montpellier, jako drugi syn Dominique’a Cavaillé-Colla i jego żony Jeanne Autard. Miał starszego o trzy lata brata Vincenta, który również był budowniczym organów. Niepokoje społeczne w południowej Francji spowodowane powrotem Burbonów na tron w 1814 roku spowodowały, że jego ojciec Dominique przeniósł rodzinę do Léridy w Hiszpanii. Aristide, który miał zaledwie pięć lat, otrzymał tam jedynie cząstkowe wykształcenie szkolne i przez to przez całe życie miał problemy z ortografią. Nie miał żadnego wykształcenia muzycznego, nie umiał się grać na żadnym instrumencie ani nie posiadał wiedzy z zakresu teorii muzyki.
Obawiając się nadchodzącej epidemii, rodzina Cavaillé-Collów wróciła do Francji w 1822 roku i zamieszkała w Tuluzie. Aristide już w młodym wieku wykazywał duże zdolności manualne. W wieku jedenastu lat pracował na specjalnie dla niego wykonanym stole warsztatowym i wykazywał również talent matematyczny. W 1829 ojciec wysłał Aristide’a, który miał zaledwie 18 lat, do Léridy, aby dokończył instrument, który pozostawił uciekając w obawie przed epidemią. Aristide, pracując przy organach, wprowadzał wiele innowacji, jednak część z nich, ku jego rozczarowaniu, okazywała się być już odkryta przez innych wynalazców.
Po powrocie do Tuluzy, wraz z ojcem i bratem, opracował poïkilorgue, instrument podobny do fisharmonii, przeznaczony do użytku w muzyce kameralnej. Jedyne dwa egzemplarze tego instrumentu znajdują się obecnie w Musée des arts et métiers. Podczas wizyty Gioachina Rossiniego w Tuluzie Aristide zauważył, że Rossini dyrygował w Tuluzie operą, w której oprócz orkiestry potrzebne były organy. Ponieważ tuluska opera nie posiadała organów, przekazał jej swój nowo opracowany instrument. Rossini był zachwycony jej brzmieniem i zachęcił Aristide’a do wyjazdu do Paryża.
W 1833 r. Cavaillé-Coll wynalazł piłę tarczową, za co 19 marca 1834 r. otrzymał brązowy medal Société d'encouragement pour l'industrie nationale.

### Budowa pierwszych organów i przełom we francuskim budownictwie organowym

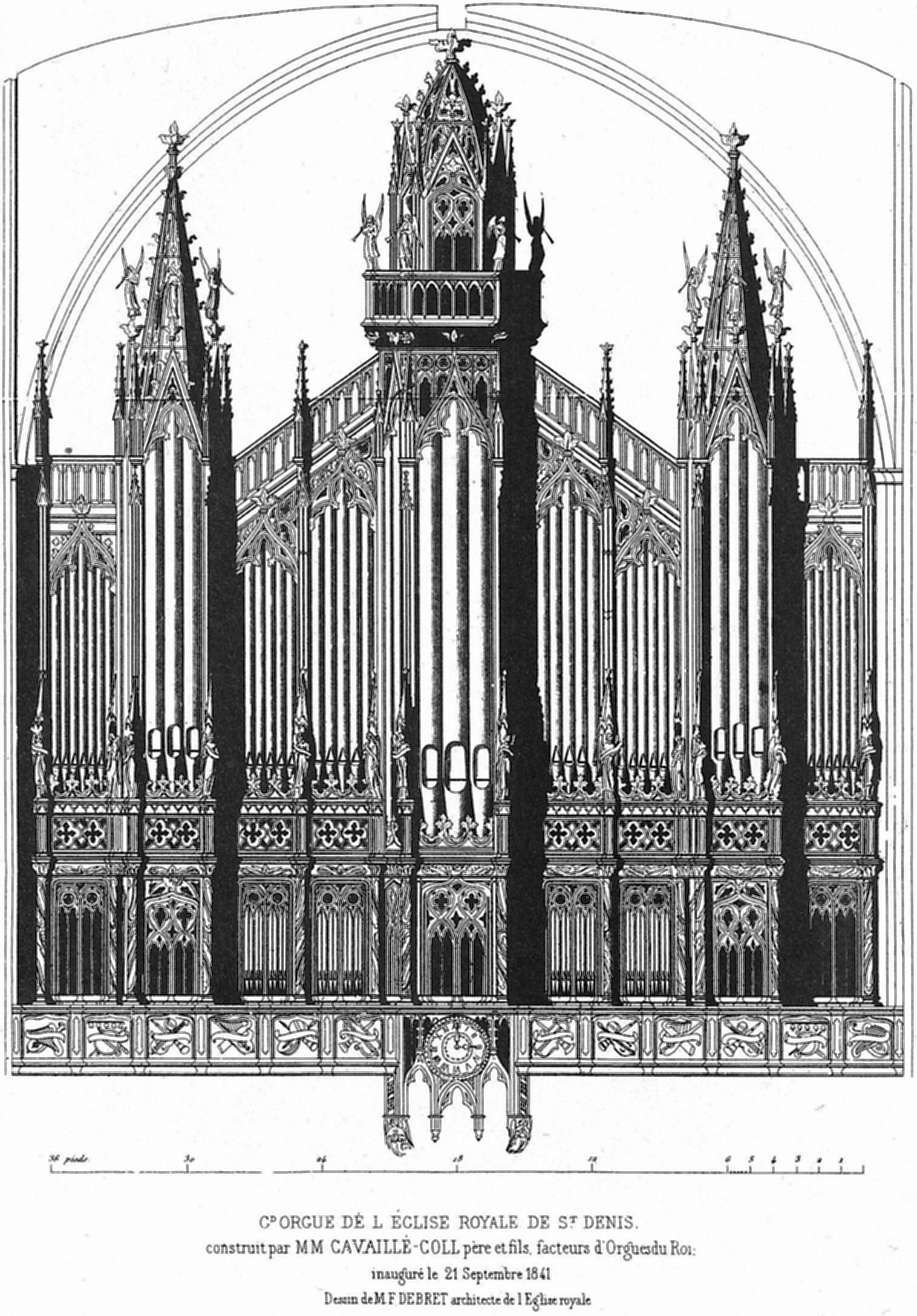
Projekt organów do bazyliki św. Dionizego w Saint-Denis

Za radą kompozytora młody Cavaillé-Coll przeprowadził się 21 września 1833 roku do Paryża. W tamtym okresie budownictwo organowe we francuskiej stolicy praktycznie nie funkcjonowało. Wiele instrumentów zostało zniszczonych podczas rewolucji francuskiej, a ostatni światowej sławy francuski budowniczy organów, François-Henri Clicquot, zmarł w 1791 roku. Istniejące już organy w nie odpowiadały romantycznym gustom. Manuał nożny we francuskich organach z okresu klasycyzmu miał niewiele głosów i służył przeważnie tylko do trzymania nut. Małym zainteresowaniem cieszyła się muzyka wykorzystująca pełnię brzmienia organów, a jej wykonywanie było dodatkowo utrudnione przez niewydolność miechów przy używaniu większej ilości głosów.
Symbolem niezadowolenia z organów dostępnych we francuskiej stolicy jest list Felixa Mendelssohna-Bartholdy’ego opisujący ówczesny instrument w kościele św. Sulpicjusza w Paryżu – kompozytor opisał w nim brzmienie organów jako chór starych kobiecych głosów.
W Paryżu, Cavaillé-Coll został przedstawiony Henri Montan Bertonowi, członkowi komisji powołanej w sprawie budowy organów w bazylice św. Dionizego w Saint-Denis. Po zapoznaniu się z wnętrzem świątyni, w zaledwie 3 dni naszkicował projekt organów. Ku zaskoczeniu wszystkich, młody i jeszcze nieznany Aristide, otrzymał kontrakt 2 października 1834 roku, wygrywając z innymi renomowanymi we Francji organmistrzami. Po otrzymaniu tej wiadomości, jego ojciec również przeniósł się do Paryża, gdzie wraz ze swoim synem otworzył warsztat organmistrzowski w pobliżu kościoła Notre-Dame-de-Lorette.
Zgodnie z umową z 1833 roku, organy w Saint-Denis miały zostać zbudowane w ciągu trzech lat za cenę 80 000 franków i miały posiadać 81 głosów na pięciu manuałach. Rok później, prawdopodobnie pod naciskiem ojca, cenę podniesiono do 85 000 franków, a liczbę głosów. zmniejszono do 71. Wydawało się, że harmonogramu nie uda się dotrzymać, ale szczęśliwie dla Cavaillé-Colla, prace budowlane we wnętrzu kościoła opóźniły się. Mimo to budowane organy, o niespotykanych ówcześnie rozmiarach, nadal wydawały się być obarczone nierozwiązywalnymi problemami.
Nieprzewidziane trudności wynikały przede wszystkim z faktu, że ze względu na skomplikowaną mechanikę, gra na organach wymagała ogromnej siły przy połączeniu wszystkie manuałów za pomocą ówcześnie znanych w organmistrzostwie rozwiązań technicznych. Cavaillé-Coll nie mógł zrezygnować z połączeń manuałów, gdyż był to jeden z zapisów umowy. Przełomowym wydarzeniem dla budowy organów w Saint-Denis oraz dla całego budownictwa organowego było spotkanie Aristide’a z Charlesem Barkerem w 1837 roku. Barker niedługo wcześniej opracował maszynę pneumatyczną, która znacznie ułatwiała grę. Nie znalazł jednak żadnych zainteresowanych organmistrzów w Anglii, więc podjął starania, aby jego wynalazek stał się znany we Francji. Cavaillé-Coll natychmiast dostrzegł potencjał wynalazku i wraz z Barkerem kontynuował jego rozwój. Organy w Saint-Denis jako pierwsze otrzymały dźwignię Barkera, bo tak nazwano ten wynalazek. Inauguracja organów odbyła się 21 września 1841 roku i okazała się być ogromnym sukcesem. Od tej pory Aristide Cavaillé-Coll uważany był za najnowocześniejszego i najważniejszego budowniczego organów we Francji.

### Organy w paryskim kościele de la Madeleine i ślub

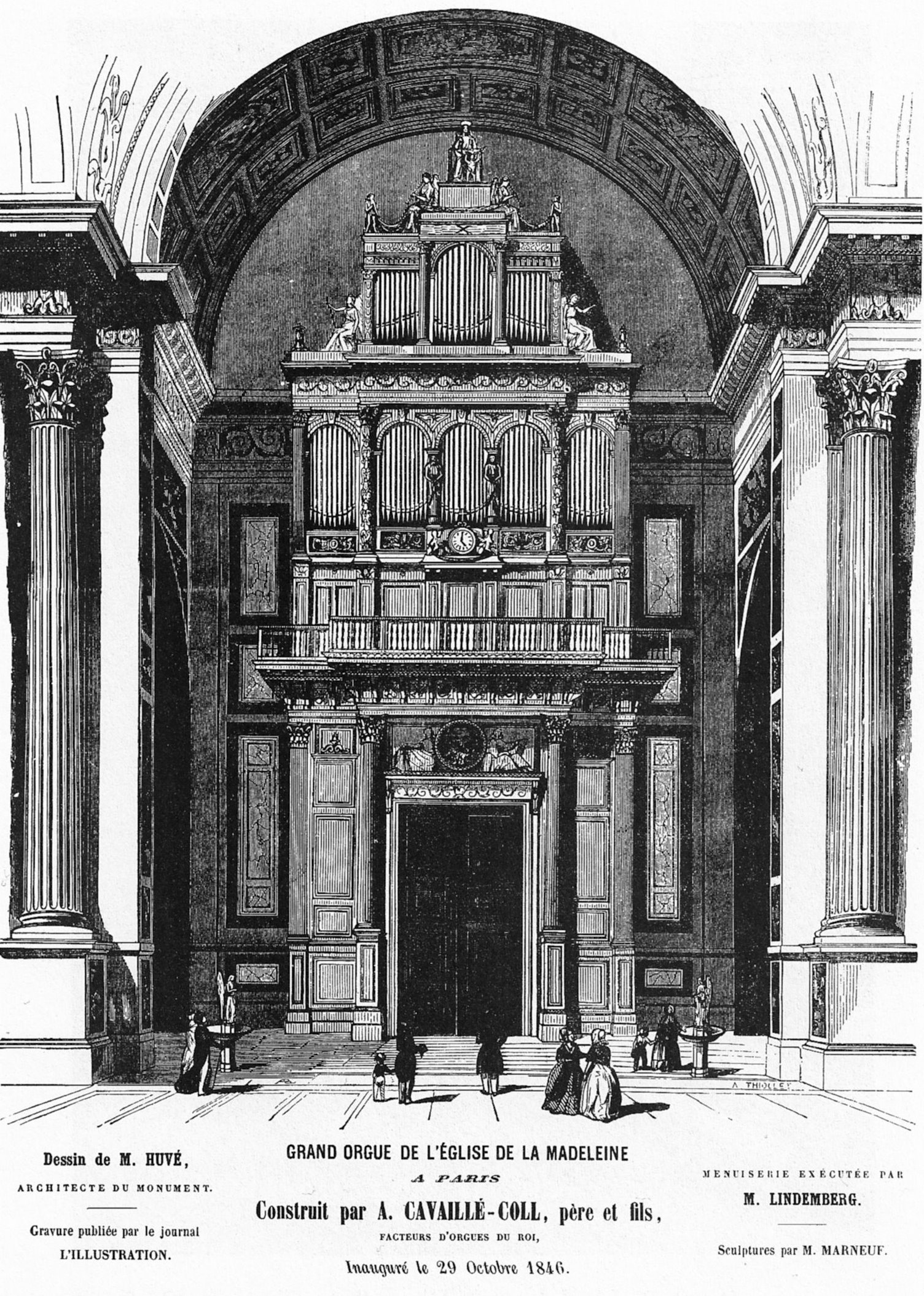
Projekt organów do kościoła de la Madeleine w Paryżu

W 1846 roku budowa organów w kościele de la Madeleine w Paryżu wyznaczyła kolejny punkt zwrotny w twórczości Cavaillé-Colla, który ku wielkiemu zdumieniu paryskiego świata muzycznego zrezygnował z głosów alikwotowych. Wbrew zaleceniom ekspertów zrezygnował także ze stroików, które w owym czasie, zwłaszcza w Niemczech, cieszyły się dużym uznaniem. Pożądaną romantyczną ekspresyjność miał osiągnąć za to manuał zamykany w szafie ekspresyjnej.
Nowe organy Cavaillé-Colla wywołały ogrom kontrowersji we wśród światowych organmistrzów i organistów. Przyznawano wprawdzie Cavaillé-Collowi wysoki poziom kunsztu i umiejętności technicznych, ale uważano, że głosy naśladujące instrumenty orkiestrowe nie powinny być używane w kościołach. Francuski organista Félix Danjou opisując brzmienie nowych organów stwierdził, że nabożeństwo nie wymaga powtórzenia tego cudu, który zburzył mury Jerycha.
Ulubionym organistą Cavaillé-Colla był Louis Lefébure-Wély, znany ze swoich umiejętności improwizatorskich. Podobnie jak Aristide, Lefébure-Wély był atakowany przez Danjou za, profanującą grę organową. Entuzjazm Cavaillé-Coll dla Lefébure-Wély’ego osłabł dopiero, gdy w 1850 roku poznał belgijskiego organistę Jacques’a-Nicolasa Lemmensa, ucznia Adolfa Hessego. Lemmens był zachwycony organami Cavaillé-Colla, które widział w Paryżu, natomiast Cavaillé-Coll był zachwycony połączeniem bachowskiego kontrapunktu i romantycznej ekspresji w grze Lemmensa, ktróe było całkowicie obce Lefébure-Wély’emu. W dużej mierze dzięki wpływowi Lemmensa, Cavaillé-Coll od lat połowy XIX wieku rozszerzył zakres manuału nożnego swoich organów, aby można było na nim grać utwory organowe Bacha.
3 lutego 1854 roku poślubił Adèle Blanc, z którą miał później sześcioro dzieci. Dwójka z nich zmarła młodo, a jeden z jego synów, Gabriel, poszedł w ślady ojca i również został budowniczym organów.

### Budowa organów w kościele św. Sulpicjusza i katedrze Notre-Dame w Paryżu

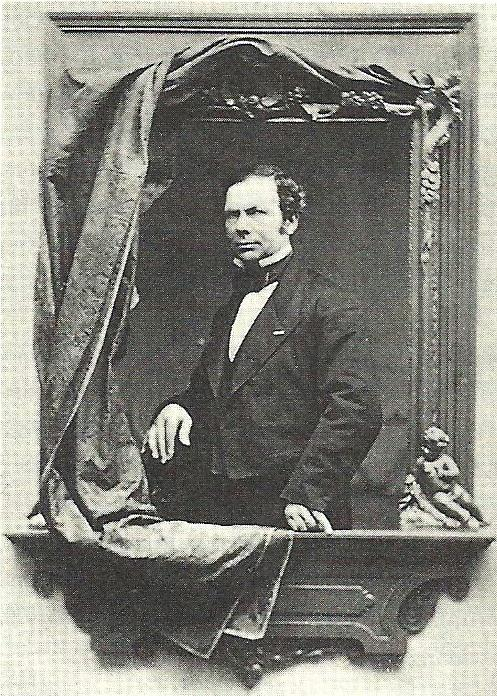
Aristide Cavaillé-Coll na fotografii pochodzącej z roku 1855

Po śmierci ojca, Aristide Cavaillé-Coll założył w 1856 roku własny zakład organmistrzowski. W czasach świetności firmy, każdego roku warsztat Cavaillé-Colla opuszczało średnio około 20 instrumentów. Sukces warsztatu wynikał również z jego zdolności do przyciągania utalentowanych pracowników. W okresie świetności zakład zatrudniał do 75 pracowników.
Cavaillé-Coll regularnie brał udział w prywatnych wieczorach muzycznych ze światowej sławy kompozytorami, takimi jak Camille Saint-Saënsem, Gioachinem Rossinim i Pauline Viardot. Aristide wywarł również znaczny wpływ na całe pokolenie kompozytorów, którzy później stali się znani na całym świecie jako kompozytorzy francuskiej szkoły organowej. Zapoznał z Lemmensem Alexandra Guilmanta i Charlesa-Marie Widora, aby poznali dzieła organowe Bacha i niemiecki kontrapunkt. Pod wpływem Cavaillé-Colla, Widor zastąpił Louisa Lefébure-Wély’ego na stanowisku organisty w kościele św. Sulpicjusza w Paryżu. Pod koniec życia spotkał młodych Louisa Vierne’a i Marcela Dupré.
W początkowym okresie działalności Cavaillé-Coll był pod względem technicznym znacznie lepszy od swoich francuskich konkurentów. Dopiero w połowie XIX wieku, organmistrz Joseph Merklin stał się poważnym konkurentem pod względem technicznym, jednak pod względem brzmieniowym zadowalał się on raczej kopiowaniem Cavaillé-Colla. W Paryżu jego dominacja była bezsporna. Tymczasem międzynarodowi konkurenci Cavaillé-Colla budowali coraz większe organy, w Liverpoolu, Henry Willis zbudował w 1855 roku czteromanuałowe organy o stu głosach, a w 1857 roku, firma Walcker Orgelbau zbudowała w Ulm instrument o tej samej wielkości. Sam Cavaillé-Coll podziwiał organy Walckera, i opisał je jako bez wątpienia najwspanialsze organy, jakie kiedykolwiek zbudowano. W 1857 roku Aristide postanowił przeciwstawić się zagranicznej konkurencji budową równie wielkich organów. Aby to osiągnąć, podjął się przebudowy organów w kościele św. Sulpicjusza w Paryżu, poprzednio zbudowane w 1781 roku przez François-Henriego Clicquota. Rozbudowa do pięciu manuałów ze stoma głosami, zakończona w 1862 roku, była przełomowa i przytłaczająca dla krajowej i zagranicznej publiczności. Aristide Cavaillé-Coll osiągnął światową sławę jako organmistrz.
W latach 1863–1868 Cavaillé-Coll zbudował organy dla katedry Notre-Dame, dzięki którym mógł powtórzyć sukces organów z kościoła św. Sulpicjusza. Z finansowego punktu widzenia, Cavaillé-Colla oba projekty okazały się mniej udane, przez ich budowę wpadł w problemy finansowe. Nie udało mu się pozyskać kontraktu na budowę organów do bazyliki św. Piotra na Watykanie, jego projekt z 1875 roku z 8316 piszczałkami i 124 rejestrami na pięciu manuałach nigdy nie wyszedł poza model w skali 1:10, który Lemmens zaprezentował w imieniu Cavaillé-Colla na audiencji papieskiej w 1878 roku. Sukces zawodowy przyćmiła również utrata najpierw dwójki dzieci w 1859 roku, później matki w 1862 roku i ostatecznie żony w 1868 roku podczas porodu ich ostatniego dziecka.

### Budowa organów w Wielkiej Brytanii

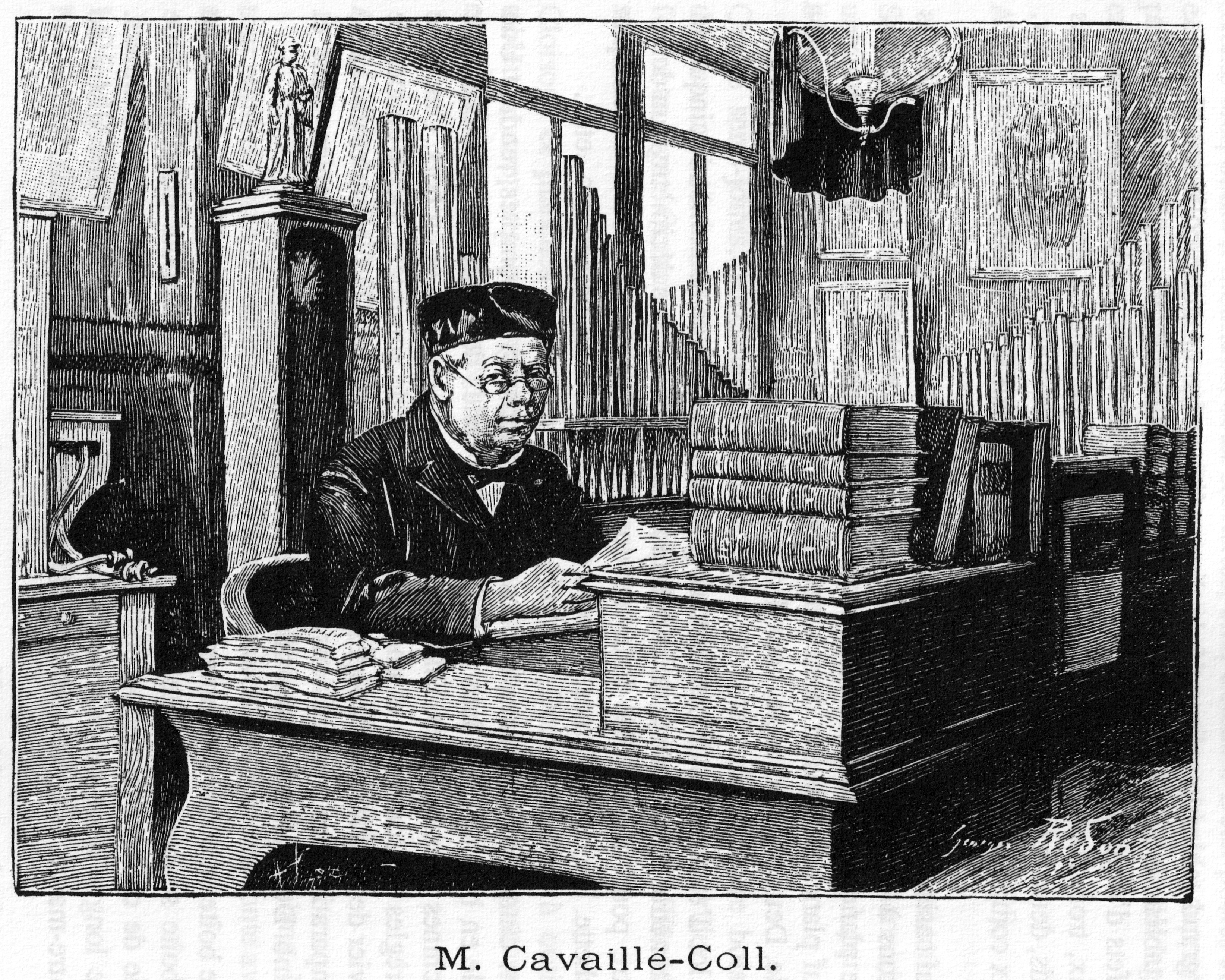
Aristide Cavaillé-Coll w swoim warsztacie

Aby zrekompensować brak zamówień z Francji, spowodowany wojną francusko-pruską, Cavaillé-Coll udał się do Anglii. Jego instrumenty były tam od początku podziwiane, jednak ze względu na wysokie koszty związane ze zleceniem zagranicznej firmie, nie podpisywano z nim nigdy kontraktów. Pierwszy instrument stworzył w klasztorze karmelitańskim w Kensington. Najpopularniejszy brytyjski organista tamtych czasów, William Thomas Best, był pod wrażeniem instrumentu, podobnie jak John Hopwood, który w 1870 roku zamówił organy do swojego prywatnego użytku w zamku Bracewell i ponownie w 1883 roku, kiedy przeniósł się do Ketton. Cavaillé-Collowi nie udało się uzyskać kontraktu na budowę organów w Royal Albert Hall, gdyż zlecenie otrzymał przed nim już Henry Willis. Jako rekompensatę Hopwood zapewnił Cavaillé-Collowi dwa kolejne zlecenia w Sheffield i Blackburn.
Czteromanuałowe organy w Sheffield Town Hall z 1873 roku były jego największymi organami w Wielkiej Brytanii i kolejnym kamieniem milowym w jego dorobku. Po nich w 1879 roku stworzył kolejne organy dla Manchester Town Hall, które zyskały uznanie Jamesa Kendricka Pyne’a, organisty katedry w Manchesterze.
Z ośmiu brytyjskich organów Cavaillé-Colla tylko jeden instrument zachował się w stanie półoryginalnym. Francuskie stoły gry i pomoce do gry były zbyt odstające od angielskich standardów, by uniknąć anglicyzujących zmian.

### Ostatnie lata życia
Dwa ostatnie instrumenty Cavaillé-Colla, organy w kościele opactwa Saint-Ouen w Rouen oraz organy w bazylice Saint-Sernin w Tuluzie. Nie były one największymi organami, ale w niczym nie ustępowały organom katedry Notre-Dame i paryskiego kościoła św. Sulpicjusza w ich ogromnym rozmachu.
Warsztat w ostatnich latach życia Cavaillé-Colla znajdował się niemal stale na skraju bankructwa. Jego syn, Gabriel, nauczył się budować organy, ale Cavaillé-Coll nie widział w nim swojego następcy. Gabriel otworzył swój własny warsztat organmistrzowski, ale wkrótce poniósł porażkę i uciekł z pieniędzmi firmy do Hiszpanii, gdzie zmarł w 1916 roku. Aristide zbudował swoje ostatnie duże organy w 1898 roku, do zamku Ilbarritz, niedaleko Biarritz, o czterech manuałach i 70 głosach (obecnie znajdują się one w bazylice Najświętszego Serca w Paryżu). Nie bez wpływu na sytuację finansową warsztatu był również fakt, że byli dobrze wyszkoleni pracownicy Cavaillé-Colla rozpoczęli samodzielną działalność organmistrzowską w innych miastach na terenie Francji.
Cavaillé-Coll cierpiał na utratę wzroku i słuchu. Nie chciał zrezygnować z kosztownego poziomu mechanicznego i artystycznego swoich organów, odrzucał innowacje w budowie organów, takie jak elektryka i pneumatyka. Jednak już po jego śmierci, wynalazcy organów elektropneumatycznych, a także Marcel Dupré, starali się rozpowszechniać informacje, jakoby Cavaillé-Coll był ich zwolennikiem i nigdy nie zaczął ich używać tylko ze względu na podeszły wiek. Fakt, że Cavaillé-Coll usunął elektropneumatyczny mechanizm z organów w kościele św. Augustyna w Paryżu zaledwie rok przed swoją śmiercią, co początkowo nazywane było aktem wandalizmu, został ostatecznie wyjaśniony rzekomą niepoczytalnością 87-letniego starca. W rzeczywistości jednak, Cavaillé-Coll wiedział o możliwości wprowadzenia elektryczności do organów już od połowy XIX wieku, ale odrzucał ją ze względów artystycznych na rzecz dźwigni Barkera, mówiąc, że dźwignia pneumatyczna ma tę przewagę nad elektryczną, że czerpie swoją energię z samego źródła, co dźwięk. W listach rozważał jednak zastosowanie elektryczności do obsługi miecha, jednak problemy jakie niosły ze sobą wczesne czasy elektryczności, ostatecznie odwiodły go od tego pomysłu.
W 1898 roku, w celu uniknięcia bankructwa, Cavaillé-Coll przekazał firmę Charlesowi Mutinowi, którego sam wyszkolił. Pod kierownictwem Mutina firma szybko zaczęła przynosić zyski, przy czym jakość organów nie ustępowała jakości organów budowanych przez Cavaillé-Colla. Wraz z rozdziałem kościoła i państwa we Francji w 1905 roku, finansowanie dużych organów stało się coraz trudniejsze, przez co jakość organów spadła. W 1924 roku Mutin zrezygnował z prowadzenia warsztatu, a firma działała jeszcze do czasu zakończenia II wojny światowej.
Po przekazaniu przedsiębiorstwa, Cavaillé-Coll przeprowadził się wraz z córką Cécile do mieszkania w pobliżu kościoła św. Sulpicjusza. Aristide Cavaillé-Coll zmarł ze starości 13 października 1899 roku w wieku 88 lat. Jego msza pogrzebowa odbyła się w kościele św. Sulpicjusza w Paryżu z Charlesem-Marie Widorem jako organistą. Został pochowany 16 października na cmentarzu Montparnasse w Paryżu.

## Charakterystyka intrumentów

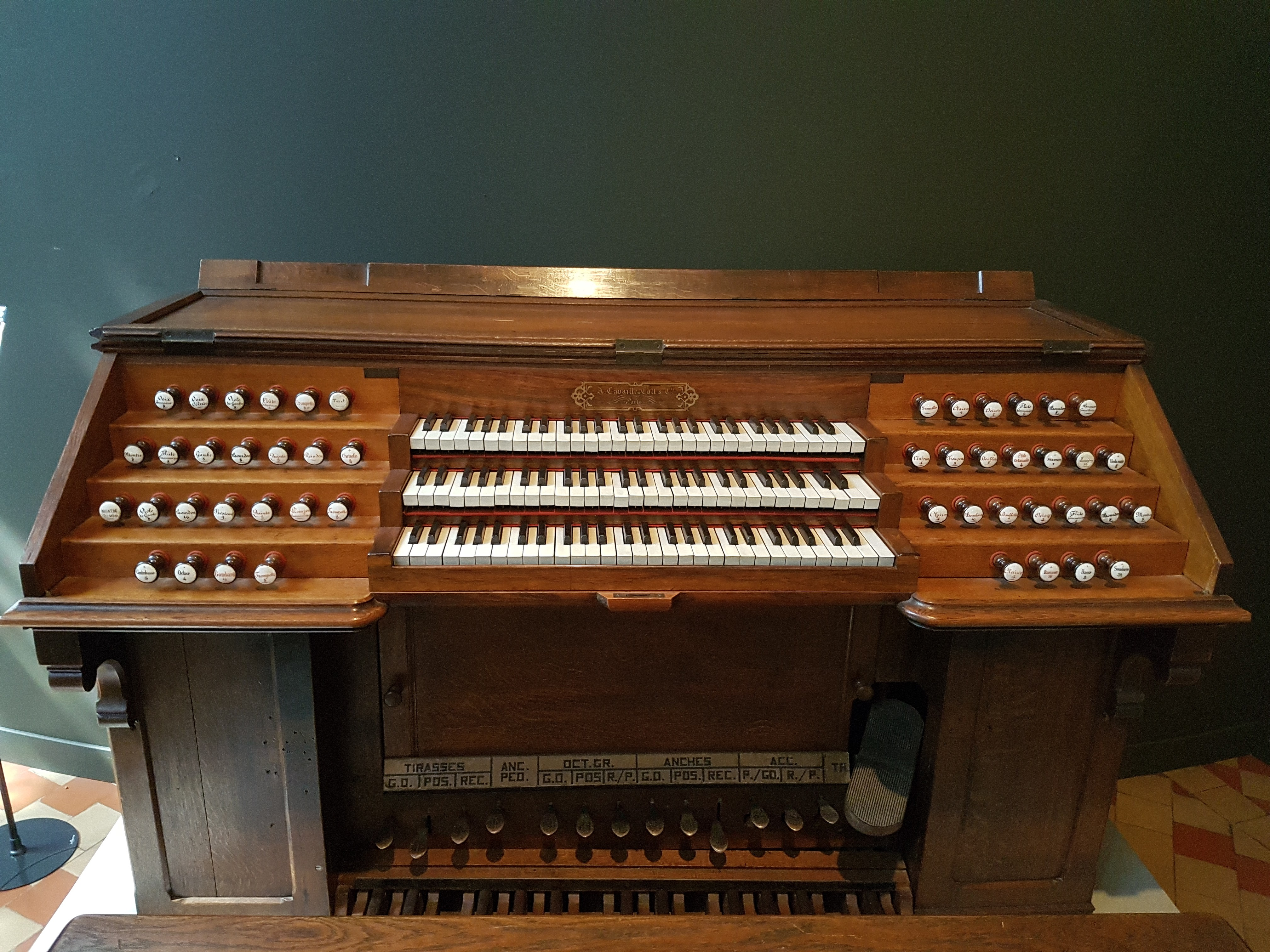
Kontuar organów bazyliki św. Klotyldy w Paryżu, typowy dla instrumentów Cavaillé-Colla

Cavaillé-Coll przekształcił z zachowaniem podstawowych zasad klasyczne organy francuskie, w typ instrumentu ekspresyjnego, któremu od połowy XIX wieku odpowiada orkiestrowo-symfoniczna muzyka organowa we Francji. Typowa dyspozycja organów Cavaillé-Coll ma do dziś odwzorowanie w nowokonstruowanych organach, szczególnie w przypadku dużych instrumentów koncertowych.
Do cech charakterystycznych organów Cavaillé-Colla należą:

### Ustabilizowanie przepływu powietrza
Nieregularność w przepływie powietrza w organach zmienia zarówno głośność, jak i wysokość dźwięku piszczałek. Cavaillé-Coll jako pierwszy organmistrz zdołał utrzymać całkowicie stabilny przepływ powietrza dzięki konsekwentnemu stosowaniu miechów magazynowych, w jego organach miechy klinowe służą wyłącznie do napełniania miechów magazynowych.

### Podwyższone ciśnienie wiatru organowego
W celu zbliżenia brzmienia organów do orkiestry symfonicznej, Cavaillé-Coll dostosował ciśnienie wiatru organowego do ciśnienia w płucach człowieka. Ówcześnie ciśnienie wiatru wynosiło zazwyczaj od 50 do 100 mmWS. Cavaillé-Coll odkrył dzięki pomiarom, że trębacze dmuchając w trąbkę wytwarzają ciśnienie pomiędzy 500 a 1000 mmWS. W związku z tym zwiększył ciśnienie wiatru doprowadzanego do niektórych piszczałek w swoich organach do 85 – 120 mmWS.

### Dźwignia Barkera
Dźwignia Barkera jest urządzeniem pneumatycznym wspomagającym działanie traktury mechanicznej. Maszynę tę wynalazł Charles Spackman Barker w 1830 roku. Zadaniem tego urządzenia jest umożliwienie lżejszej gry na organach. Do czasu wynalezienia dźwigni Barkera, organmistrzowie budujący instrumenty z trakturą mechaniczną nie mogli budować dużych instrumentów, często nie mogli również stosować połączeń klawiatur. Spowodowane jest to tym, że w traktura mechaniczna składa się z wielu elementów, z których praktycznie każdy wprowadza dodatkowy opór, utrudniający grę organiście. Opory jakie występują w trakturze prowadzonej na dużą odległość, a więc w dużym instrumencie, mogłyby wręcz uniemożliwiać grę na instrumencie, o czym Cavaillé-Coll przekonał się budując swoje pierwsze organy w bazylice św. Dionizego w Saint-Denis. Przełamanie tych ograniczeń nastąpiło właśnie w chwili, gdy Barker wynalazł swoją dźwignię.

### Wprowadzenie połączeń manuałów
Dzięki zastosowaniu dźwigni Barkera Cavaillé-Coll mógł zastosować połączenia manuałów, które umożliwiły kontrolowanie całego instrumentu tylko z jednego manuału, nawet na organach o czterech i pięciu manuałach. Przeniósł on też sekcję Grand Orgue na najniższy manuał, a nie na drugi, jak klasycznych organach francuskich.

### Nowe rodzaje głosów organowych
Cavaillé-Coll opracował i zastosował w swoich organach nowe rodzaje piszczałek, dzięki czemu mógł tworzyć głosy imitujące instrumenty symfoniczne, takie jak fagot, obój czy rożek angielski. Opracował i wykorzystał również głosy harmoniczne, charakteryzujące się silniejszym brzmieniem w górnej partii klawiatury w stosunku do partii dolnej.

### Manuał zamykany w szafie ekspresyjnej
Cavaillé-Coll zastosował koncepcję powszechną m.in. w Hiszpanii, eliminując wykorzystanie stroików za pomocą zamknięcia manuału récit w szafie ekspresyjnej. Pozwoliło to na uzyskanie ekspresyjności w organach, pożądanej przez romantyków francuskich.

### Crescendo
W organach Cavaillé-Colla efekt crescenda uzyskiwany jest poprzez wyciągnięcie wszystkich registrów (z wyjątkiem głosów takich jak Voix céleste czy Voix humaine) oraz połączenie wszystkich manuałów. Organista za pomocą przełączników nożnych włącza i wyłącza poszczególne sekcje instrumentu, czyli sekcje Fonds i Anches w każdym z manuałów. Na sekcję Fonds składają się głosy podstawowe, czyli głównie głosy fletowe, natomiast sekcja Anches zawiera w sobie głosy językowe. Dodatkowo, organista może regulować głośność manuału zamykanego w szafie ekspresyjnej.

## Lista instrumentów
Cavaillé-Coll zbudował 510 organów w ciągu ponad 50 lat, większość z nich we Francji. Jego zakład organmistrzowski budował organy również m.in. w Hiszpanii, Holandii, Wielkiej Brytanii i Rosji.
W Polsce nie znajdują się żadne oryginalne instrumenty wybudowane przez Cavaillé-Colla, jednak w kościele Miłosierdzia Bożego w Krakowie-Nowym Prokocimiu znajdują się organy będące stylistyczną kopią instrumentów tego organmistrza, wybudowane w 2020 roku przez węgierską firmę AerisOrgona.
Poniższa lista zawiera jedynie szczególnie znane i zachowane organy Aristide’a Cavaillé-Colla:
| Rok powstania | Opus    | Miasto      | Miejsce                                                                   | Prospekt                                     | Manuały | Głosy |
| ------------- | ------- | ----------- | ------------------------------------------------------------------------- | -------------------------------------------- | ------- | ----- |
| 1841          | 10      | Saint-Denis | Bazylika w Saint-Denis                                                    |                                              | IV/P    | 69    |
| 1846          | 26      | Paryż       | Kościół de la Madeleine w Paryżu                                          |                                              | IV/P    | 48    |
| 1852          | 52      | Paryż       | Kościół Saint Vincent de Paul w Paryżu                                    |                                              | III/P   | 47    |
| 1855          | 66/1    | Saint-Omer  | Katedra w Saint-Omer                                                      |                                              | IV/P    | 50    |
| 1857          | 127     | Luçon       | Katedra w Luçon                                                           |                                              | III/P   | 41    |
| 1857          | 112/5   | Perpignan   | Katedra w Perpignan                                                       |                                              | IV/P    | 58    |
| 1858          | 14      | Paryż       | Kościół Saint Roch w Paryżu                                               |                                              | IV/P    | 49    |
| 1859          | 88/22   | Paryż       | Bazylika świętej Klotyldy w Paryżu                                        |                                              | III/P   | 46    |
| 1861          | 163/127 | Nancy       | Katedra w Nancy                                                           |                                              | IV/P    | 65    |
| 1862          | 118/63  | Paryż       | Kościół św. Sulpicjusza w Paryżu                                          |                                              | V/P     | 100   |
| 1863          | 204/176 | Paryż       | Kościół St Étienne du Mont w Paryżu                                       |                                              | III/P   | 39    |
| 1868          | 230/204 | Paryż       | Katedra Notre-Dame w Paryżu                                               |                                              | V/P     | 86    |
| 1868          | 311/298 | Marsylia    | Kościół św. Józefa w Maryslii                                             | Marseille,église Saint-Joseph intra-muros 09 | III     | 43    |
| 1868          | 271/254 | Paryż       | Kościół de la Sainte Trinité w Paryżu                                     |                                              | III/P   | 46    |
| 1869          | 327/314 | Épernay     | Kościół Notre-Dame w Épernay                                              |                                              | III/P   | 34    |
| 1874          | 367/356 | Angers      | Katedra w Angers                                                          |                                              | III/P   | 46    |
| 1878          | 481     | Paryż       | Palais du Trocadéro                                                       |                                              | IV/P    | 64    |
| 1880          | 522     | Bruksela    | Konserwatorium Królewskie w Brukseli                                      |                                              | III/P   | 44    |
| 1885          | 569     | Caen        | Kościół Saint-Étienne w Caen                                              |                                              | III/P   | 50    |
| 1889          | 245/222 | Tuluza      | Bazylika św. Saturnina w Tuluzie                                          |                                              | III/P   | 54    |
| 1890          | 630     | Rouen       | Kościół Saint-Ouen w Rouen                                                |                                              | IV/P    | 64    |
| 1897          | 688     | Épernay     | Kościół św. Piotra i Pawła w Épernay                                      |                                              | III/P   | 38    |
| 1898          | 681     | Azkoitia    | Klasztor Santa María la Real                                              | Azkoitia - Iglesia de Santa Maria la Real 37 | III/P   | 40    |
| 1898          | 678     | Paryż       | Bazylika Sacré-Cœur (oryginalnie wybudowane w zamku Ilbarritz w Biarritz) |                                              | IV/P    | 67    |

## Publikacje
- Études expérimentales sur les tuyaux d’orgue in Berichte der Académie des Sciences (1849)
- De l’orgue et de son architecture in Revue générale de l’architecture des travaux publics (1856)
- Projet d’orgue monumental pour la basilique de St. Pierre de Rome (1875)

## Nagrody i odznaczenia
W trakcie swojej działalności Cavaillé-Coll otrzymał następujące odznaczenia:
- 1834 – Médaille de Bronze Société d'Encouragement – za wynalezienie piły tarczowej
- 1838 – Médaille d'Argent – na wystawie w Arras
- 1844 – Médaille d'Argent – za organy w bazylice św. Dionizego w Saint-Denis
- 1844 – Médaille d’Or – na wystawie Exposition Nationale de Paris
- 1849 – Ponownie Médaille d’Or – na wystawie Exposition Nationale de Paris
- 1849 – Kawaler Legii Honorowej
- 1854 – Médaille d’Or Société d'Encouragement – za organy w kościoła św. Wincentego a Paulo w Paryżu
- 1855 – Médaille d'Honneur – na wystawie w Paryżu
- 1864 – Médaille d’Or Société d'Encouragement – za organy w kościoła św. Sulpicjusza w Paryżu
- 1870 – Premier Grand Prix na wystawie w Rzymie
- 1870 – Order Świętego Sylwestra
- 1878 – Oficer Legii Honorowej
- 1878 – Grand Prix i Grande Médaille d’Or Unique – na wystawie w Paryżu
- 1888 – Order Świętego Grzegorza Wielkiego – za projekt organów dla bazyliki św. Piotra na Watykanie

W 1992 roku belgijski astronom Eric Walter Elst nadał odkrytej przez siebie w 1990 roku planetoidzie nazwę (5184) Cavaillé-Coll.